# ارگاسم اجباری

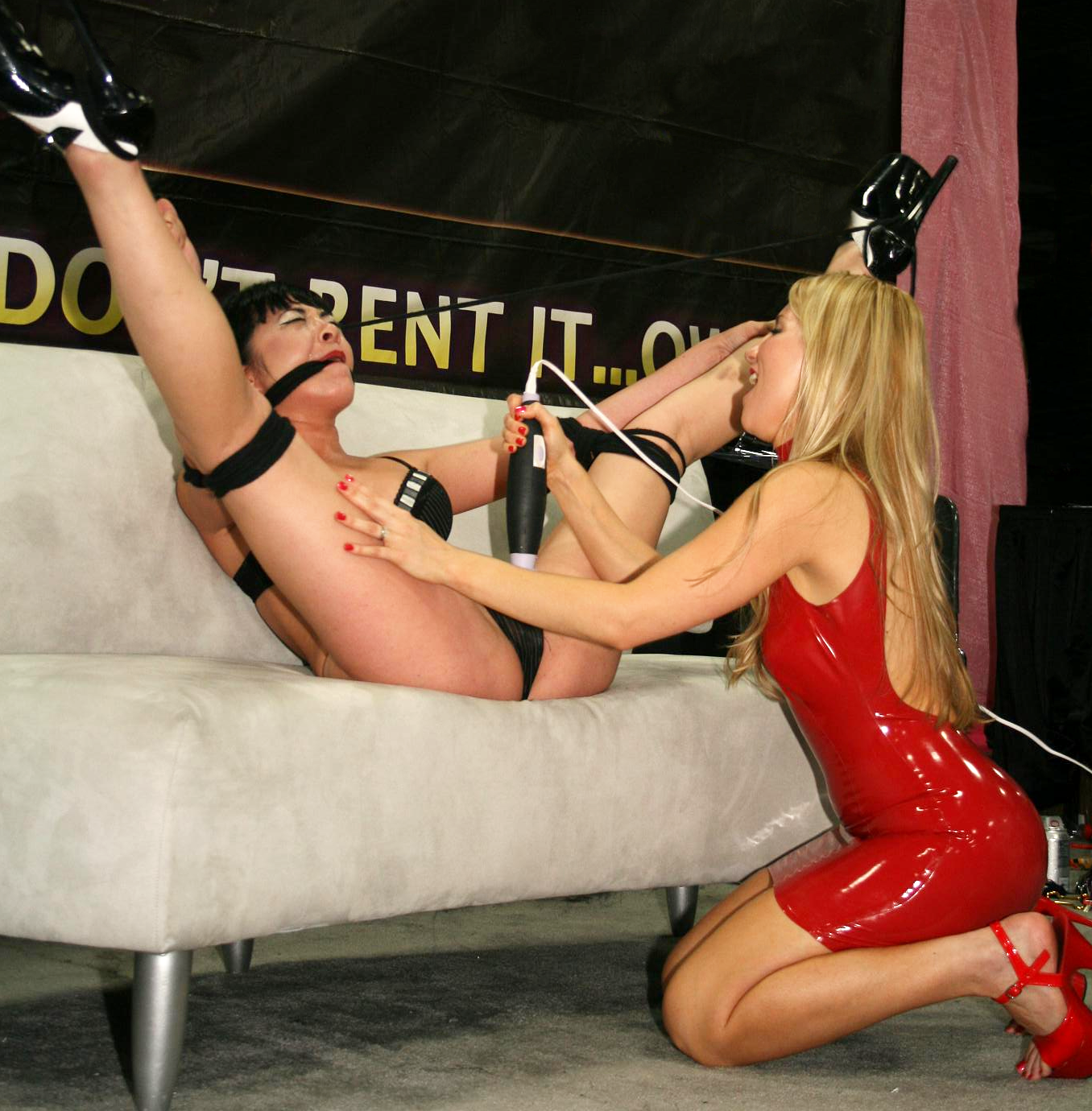
یک زن سلطه‌گر جنسی در حال دادن ارگاسم اجباری به شریک جنسی سلطه‌پذیرش

ارگاسم اجباری (انگلیسی: Forced orgasm) گونه ای از بازی کنترل ارگاسم است که در آن فرد سلطه‌گر تلاش می‌کند تا شریک جنسی سلطه‌پذیر خود را به اوج لذت جنسی برساند تحت شرایطی که شخص سلطه پذیر کنترلی روی شروع ارگاسمش ندارد. تحقیقات پزشکی نشان می‌دهد که رفلکس تناسلی بخشی از نخاع است و همیشه نمی‌تواند تحت کنترل آگاهانه باشد. شریک جنسی سلطه پذیر در این حالت می‌تواند به‌صورت خفت‌بندی بسته شود تا احساس بی‌دفاعی‌اش افزایش یابد.
ارگاسم اجباری با روش‌هایی چون: دست کام دهی، دسته ویبراتور، انگشت کردن، مالیدن و غیره به دست می‌آید.

## نگارخانه

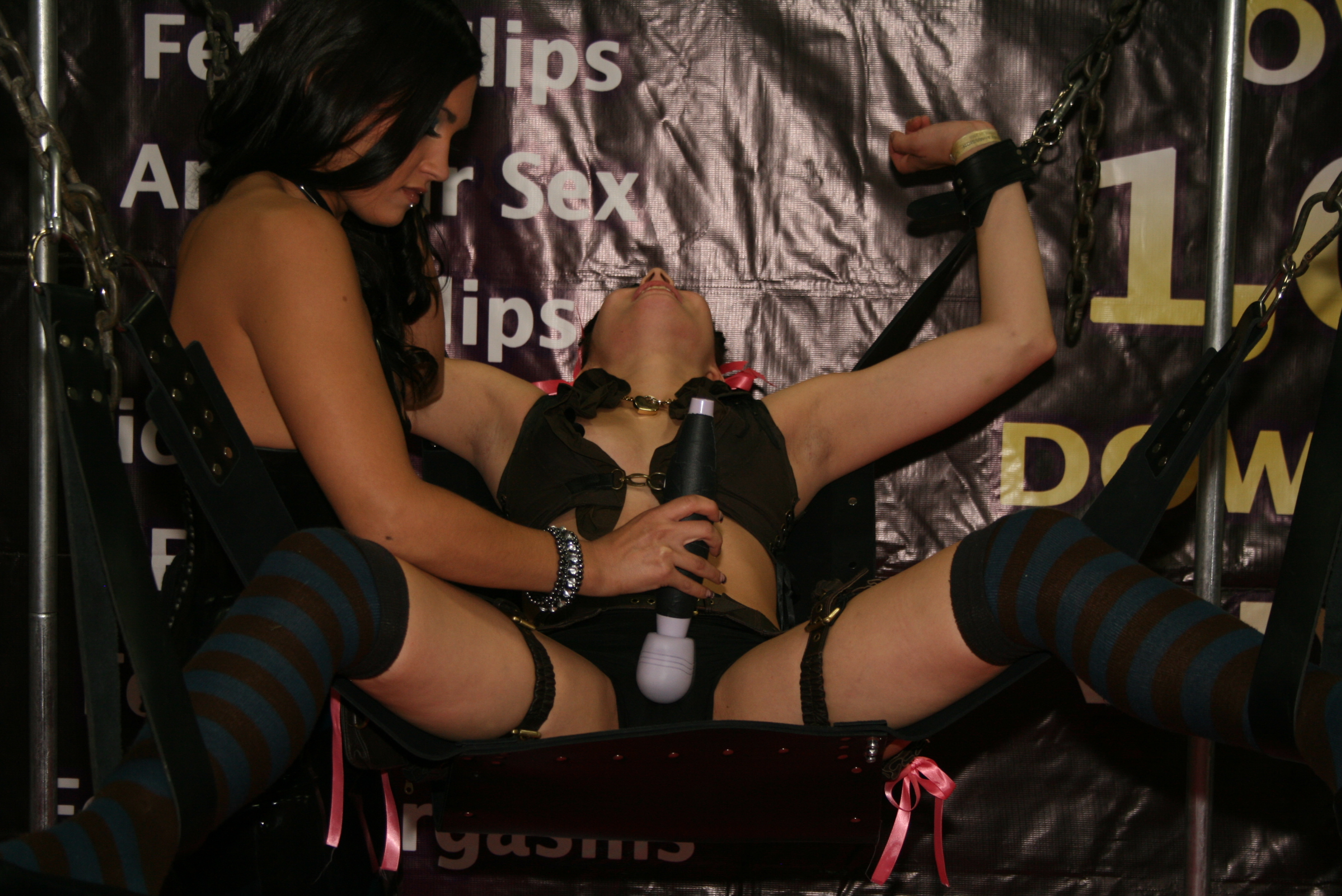
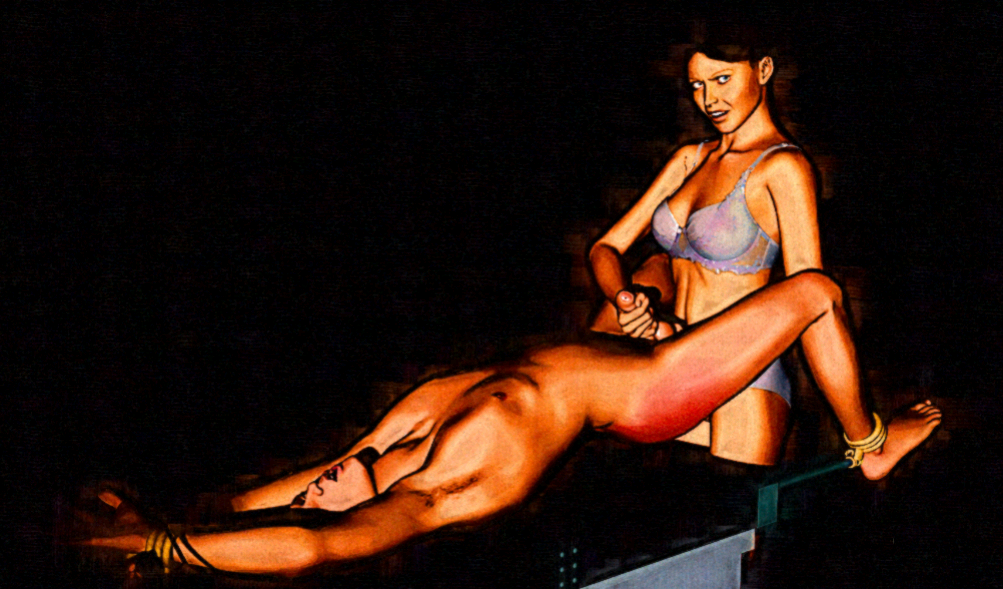
تصویری خیالی از ارگاسم اجباری سلطه‌گر زن بر روی یک مرد
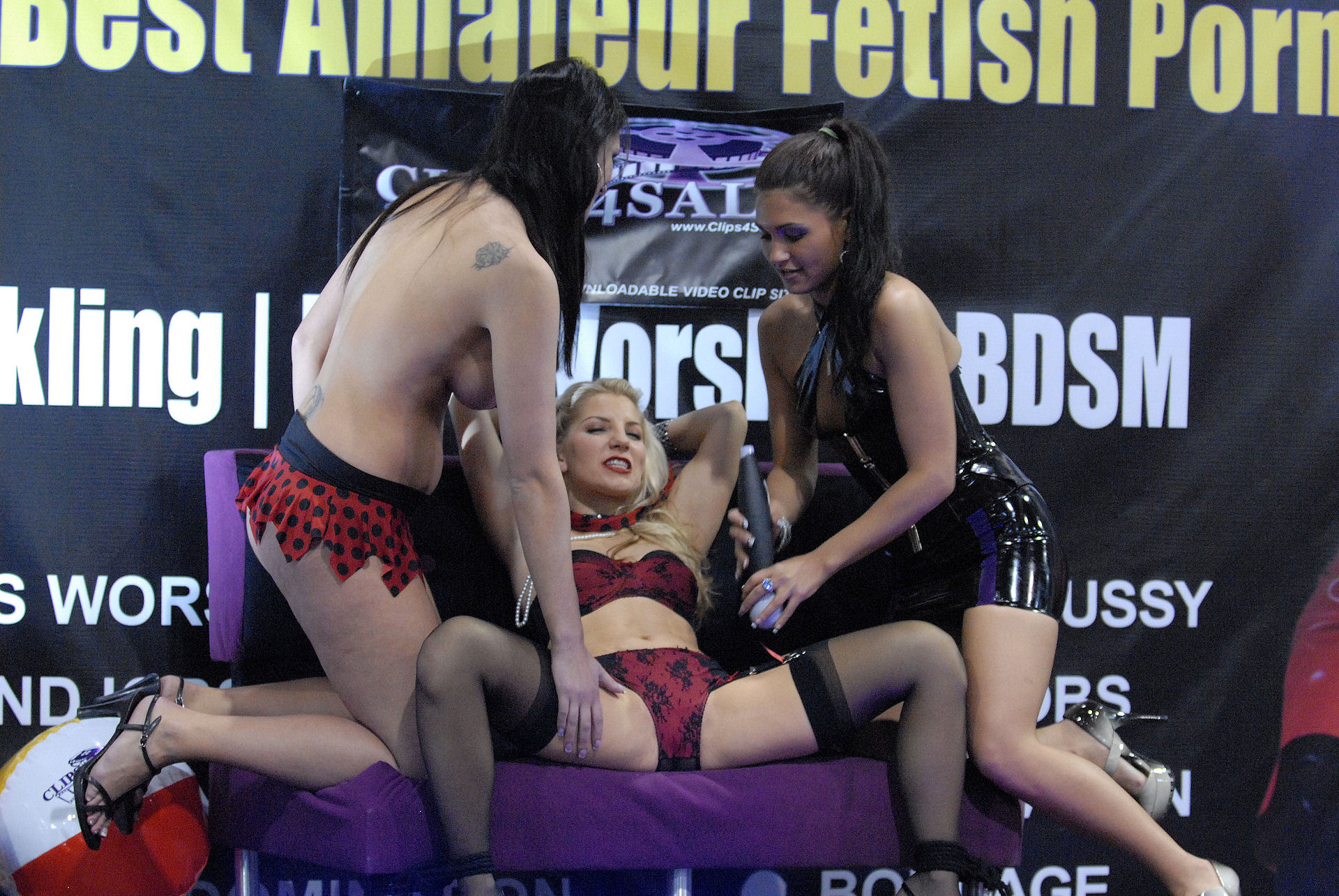
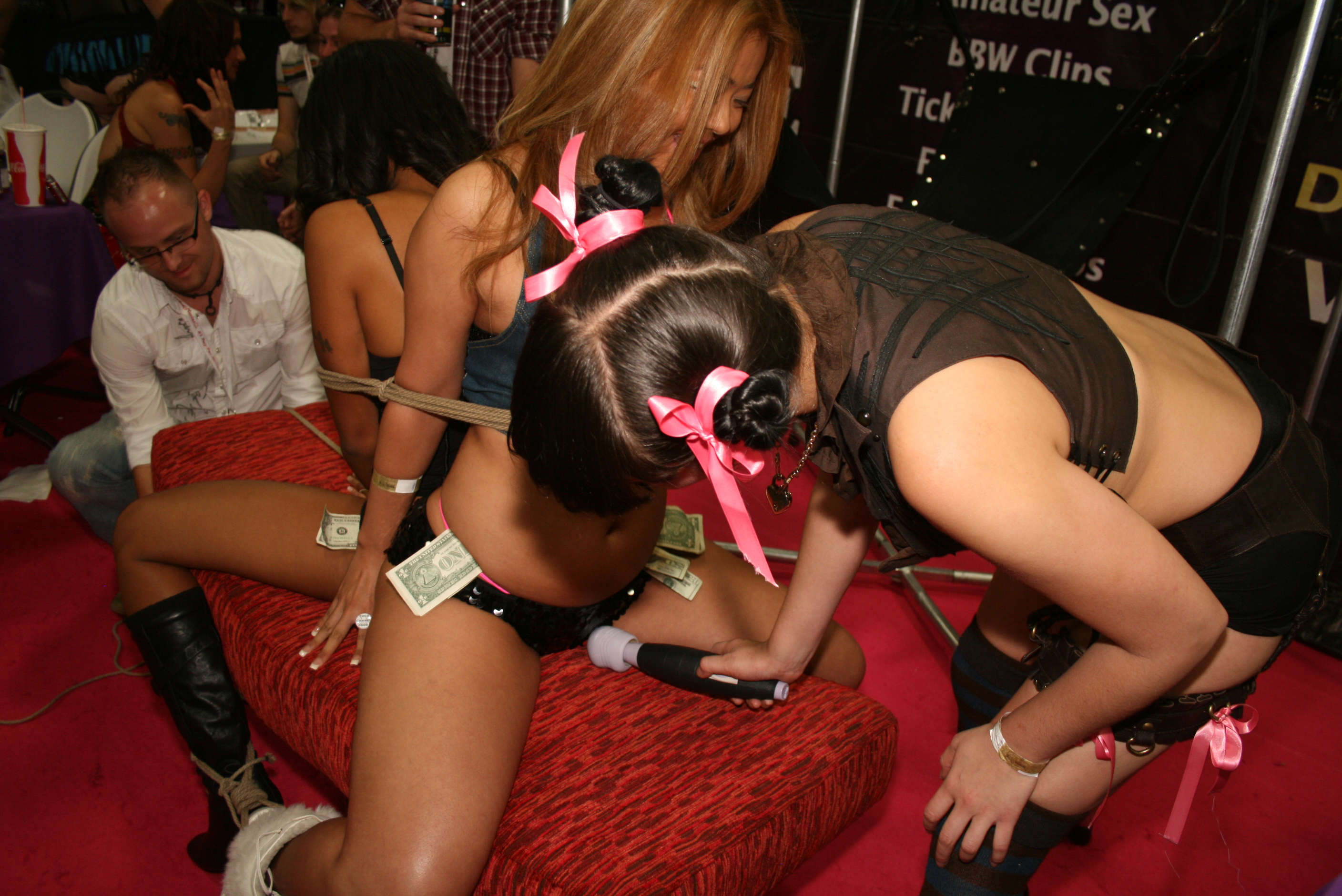